# К12
K12 (7428 м) — вторая по величине вершина хребта Салторо, Каракорум, в индийском районе Сиачен вблизи Линии контроля с Пакистаном.
Это 61 по высоте вершина в мире. Название вершины дано в XIX веке при первоначальном исследовании района.
K12 расположена к юго-западу от ледника Сиачен, ледник K12 начинается на северо-восточном склоне и питает Сиачен. На западных склонах начинается система ледника Билафонд питающая реку Данзам, а далее Инд.
Из-за неурегулированности политической ситуации и военного противостояния обеих сторон, активность альпинистов невысока. Первая попытка восхождения на K12 была в 1960 вскоре после разведки местности Эриком Шиптоном в 1957. После неудачной попытки японцев в 1971, Шиници Такаги и Цутомо Ито из другой японской экспедиции поднялись на вершину. Они сорвались на спуске и их тела до сих пор не найдены. Ещё одна японская экспедиция добилась успеха в 1975. В 1984 индийские вооружённые силы блокировали район вершины для исключения претензий Пакистана к немаркированной части Линии контроля. Данные о последующих попытках восхождений в Гималайском журнале отсутствуют.